# Spider-Man (videojuego de 2003)
Spider-Man es un videojuego de plataformas de 2003 desarrollado y publicado por Indiagames para teléfonos móviles con J2ME. Está basado en Spider-Man de Marvel Comics. Fue el primer juego de Spider-Man lanzado para teléfonos móviles.

## Sinopsis
En su intento de conquistar el mundo, Green Goblin está haciendo que sus matones secuestren a los ciudadanos de la ciudad y exige un alto rescate por su regreso sano y salvo. Spider-Man deberá recorrer la ciudad encontrando a estos rehenes y liberarlos de sus captores. Cada vez que Spider-Man rescata a los rehenes; Green Goblin se enfurece más y busca venganza secuestrando a más personas y reteniéndolas en diferentes áreas de la ciudad. Debe ponerse al día con el Green Goblin, frustrar su plan y salvar la ciudad.

## Jugabilidad
Spider-Man es un juego de acción de desplazamiento lateral en el que a lo largo de cinco niveles, se debe enfrentar a matones, salvar ciudadanos, y abrirse camino hasta un enfrentamiento culminante con el mismísimo Green Goblin.

## Desarrollo
Spider-Man fue desarrollado por el estudio Indiagames con sede en Mumbai. Fue el primer título móvil de Spider-man y contó con un equipo de cuatro personas con un plazo de desarrollo en menos de un mes.

## Recepción
Levi Buchanan de IGN escribió: "Spider-Man es una sorpresa muy agradable, X2 y Hulk, estaba dispuesto a renunciar a que Marvel se volviera móvil. Sin embargo, Indiagames ha creado un juego de desplazamiento lateral muy sólido que evoca buenos recuerdos de los días felices de la Genesis. Las imágenes no están a la altura de los increíbles XIII o Prince of Persia de Gameloft, pero ciertamente avergüenzan al 80% de los títulos inalámbricos actuales. Si te gusta, aunque sea remotamente, la diversión de la vieja escuela y la jugabilidad sencilla, Spider-Man teje una red tentadora".